# Île de France (Maurice)
Pour les autres significations, voir lIse-de-France (homonymie).
1715–1810
Entités précédentes :
- Île Maurice néerlandaise

Entités suivantes :
- Île Maurice britannique

L’île de France, autrefois orthographiée isle de France, était le nom de l'île Maurice dans l'océan Indien jusqu'en 1810, ainsi que la colonie établie par le Royaume de France au cours du XVIIIe siècle. Administrée par la Compagnie française des Indes orientales, elle faisait partie du premier empire colonial français. En raison de sa beauté et de sa position stratégique, l’île était surnommée « l'étoile et la clé » de l’océan Indien, d'où sa devise actuelle.

## Histoire
L'île, déjà connue des navigateurs arabes du Moyen Âge, est reconnue par la flotte portugaise d'Afonso de Albuquerque au début du XVIe siècle. En 1598, l'amiral néerlandais Wijbrand Van Warwijck en prend possession et la baptise « Mauritius » en l'honneur du stathouder des Pays-Bas, Maurice de Nassau. Les Néerlandais y développent vers 1641 le commerce des esclaves en provenance de Madagascar. Mais, après la fondation d'une nouvelle colonie au cap de Bonne-Espérance, l'île est abandonnée en 1710.
Elle reste déserte durant cinq ans. Le 20 septembre 1715, au cours de la troisième expédition de Moka, Guillaume Dufresne d'Arsel prend possession, au nom du roi de France, de l'île Maurice, rebaptisée à cette occasion l'« isle de France ». Les Français occupent également les îles éparses de Maurice (Mascareignes, Archipel des Chagos, Saint-Brandon, Île Tromelin).
La Révolution Française a pour conséquence l'arrivée de nombreux négociants de Lorient, des familles de l'ancienne bourgeoisie et des aristocrates fuyant la Terreur qui sévit en France.
À la suite de la campagne militaire menée par les Britanniques dans l'océan Indien au cours de la cinquième coalition, l'ensemble des territoires français de cette zone géographique passe sous le contrôle de la couronne britannique en 1810. L'île Bourbon est toutefois rétrocédée en 1814.